# Vojto Barborík
Vojto Barborík (ur. 2 maja 1993 w Nitrze) – słowacki zawodnik mieszanych sztuk walki (MMA) wagi piórkowej oraz lekkiej. Walczył dla takich federacji jak XFN, KSW, Oktagon MMA czy PFL. Posiadacz brązowego pasa w brazylijskim jiu-jitsu. 

## Życiorys
Barborík urodził się 2 maja 1993 roku w Nitrze. Od najmłodszych lat interesował się sztukami walki. Na początku trenował zapasy. Sport ten dawał mu wiele satysfakcji i poświęcał mu cały swój wolny czas. W okresie dorastania jednak nie miał warunków, aby zająć się treningami zapasów na poziomie zawodowym, dlatego odkrył nową pasję w postaci mieszanych sztukach walki. 
W tym czasie w Nitrze otwarto pierwszy klub MMA, a Vojto został jego członkiem. Mając 18 lat całkowicie poświęcił się temu sportowi. W tym klubie mógł dalej rozwijać swoje umiejętności zapaśnicze i grapplingowe, a także doskonalić się w innych sztukach walki. Swoją pierwszą zawodową walkę w klatce stoczył w 2012 roku.
Stopniowo stał się jednym z najlepszych zawodników walki parterowej w Europie, co przypieczętował w 2020 roku zdobywając brązowy pas w brazylijskim jiu-jitsu. Od lat starannie doskonali te umiejętności w klubie Octagon Fighting Academy pod okiem trenera Ilji Škondriča.

## Lista zawodowych walk MMA
| Wynik     | Bilans | Przeciwnik (bilans przed walką) | Rozstrzygnięcie                             | Runda | Czas | Rozgrywki                                  | Data       | Miejsce     | Uwagi |
| --------- | ------ | ------------------------------- | ------------------------------------------- | ----- | ---- | ------------------------------------------ | ---------- | ----------- | --- |
|           |        | Ivan Buchinger (45-10)          |                                             |       |      | Oktagon 77                                 | 04.10.2025 | Bratysława  | |
| Przegrana | 15-4   | Richie Smullen (14-3-1)         | TKO (ciosy pięściami i łokciami)            | 2     | 3:49 | Oktagon 73: Eckerlin vs. Pukač             | 28.06.2025 | Hamburg     | Powrót do Oktagon MMA. |
| Wygrana   | 15-3   | Adrian Kępa (12-9)              | Poddanie (duszenie brabo)                   | 3     | 0:41 | PML 13                                     | 25.01.2025 | Hlohovec    | Walka w wadze lekkiej. |
| Wygrana   | 14-3   | Paata Tsxapelia (13-7)          | Decyzja (jednogłośna)                       | 3     | 5:00 | PML 8                                      | 03.02.2024 | Trzyniec    | Limit umowny -68 kg. |
| Przegrana | 13-3   | Maxim Radu (9-2)                | TKO (kontuzja kolana)                       | 1     | 1:50 | PFL 8: 2022 Playoffs                       | 13.08.2022 | Cardiff     | Walka w wadze lekkiej. |
| Przegrana | 13-2   | Ivan Buchinger (38-7)           | Decyzja (jednogłośna)                       | 5     | 5:00 | Oktagon 27: Buchinger vs. Barborík         | 11.09.2021 | Bratysława  | Barborík nie wykonał wagi i walka nie toczyła się pas mistrzowski Oktagon MMA w wadze piórkowej, w związku z tym Buchinger w przypadku ewentualnej przegranej nie stracił by pasa. |
| Wygrana   | 13-1   | Krzysztof Klaczek (12-6)        | Poddanie (duszenie zza pleców)              | 2     | 2:30 | KSW 60: De Fries vs. Narkun 2              | 24.04.2021 | Łódź        | Debiut w KSW. Bonus za poddanie wieczoru. |
| Wygrana   | 12-1   | Elison Gonçalvez (8-6)          | Poddanie (duszenie zza pleców)              | 1     | 1:59 | Oktagon Prime 3: Štrbák vs. Legierski      | 15.02.2020 | Šamorín     | |
| Wygrana   | 11-1   | Sasha Belov (4-2)               | Poddanie (duszenie trójkątne rękoma)        | 1     | 3:43 | Oktagon 15: Végh vs. Vémola                | 09.11.2019 | Praga       | |
| Wygrana   | 10-1   | Guilherme Cadena (25-17)        | Decyzja (jednogłośna)                       | 3     | 5:00 | Pit Cage Fighting 20: Legendary XX         | 21.04.2019 | Poprad      | Main Event |
| Wygrana   | 9-1    | Nino Škrijelj (5-0)             | TKO (ciosy pięściami)                       | 1     | 4:23 | XFN 14                                     | 18.11.2018 | Bratysława  | |
| Wygrana   | 8-1    | Danijel Aranđelovic (3-24)      | Poddanie (duszenie trójkątne rękoma)        | 1     | 1:37 | Cage Fighting Komarno 4                    | 11.05.2018 | Komarno     | Main Event |
| Wygrana   | 7-1    | Roberto Pastuch (6-3)           | Decyzja (jednogłośna)                       | 3     | 5:00 | XFN 9: Fight of Gladiators                 | 21.04.2018 | Nitra       | Main Event |
| Wygrana   | 6-1    | Łukasz Szecówka (0-3)           | Poddanie (duszenie trójkątne rękoma)        | 1     | 1:21 | Titan Fight Night 3                        | 18.11.2017 | Partizánske | Main Event |
| Wygrana   | 5-1    | Michal Nepraš (4-2)             | Poddanie (duszenie zza pleców)              | 2     | 2:14 | Oktagon 2: Boráros vs. Čambal              | 07.04.2017 | Bratysława  | Debiut w Oktagon MMA. |
| Wygrana   | 4-1    | Paweł Żygliński (3-3)           | Poddanie (dźwignia prosta na staw łokciowy) | 2     | 2:05 | Pit Cage Fighting 13: Revenge              | 21.11.2015 | Trenczyn    | |
| Przegrana | 3-1    | Tomáš Deák (10-8)               | Decyzja (niejednogłośna)                    | 3     | 5:00 | Pit Cage Fighting 10: Comeback             | 08.11.2014 | Trenczyn    | Main Event |
| Wygrana   | 3-0    | Jan Široký (2-2)                | Poddanie (dźwignia prosta na staw łokciowy) | 1     | 2:45 | Pit Cage Fighting 10: Comeback             | 08.11.2014 | Trenczyn    | |
| Wygrana   | 2-0    | Dominik Engel (1-1)             | Poddanie (dźwignia prosta na staw łokciowy) | 1     | 2:18 | Fight of Gladiators 3                      | 04.04.2014 | Nitra       | |
| Wygrana   | 1-0    | Ladislav Majernik (0-0)         | Poddanie (dźwignia prosta na staw łokciowy) | 1     | 0:55 | Nitrianska Noc Bojovnikov: Ring of Honor 4 | 27.10.2012 | Nitra       | Main Event |